# Nano-RAM
Nano-RAM — це пропрієтарна технологія комп'ютерної пам'яті від компанії Nantero. Це тип енергонезалежної пам'яті, що ґрунтується на механічному позиціюванні вуглецевих нанотрубок, розміщених на чіпоподібній підкладці. Теоретично, невеликий розмір нанотрубок дозволить досягти досить високої щільності розміщення даних. Nantero скорочено позначає її як NRAM.

## Технологія
Технологія Nantero ґрунтується на відомому ефекті вуглецевих нанотрубок, коли нанотрубки, що перехрещуються на плоскій поверхні можуть або торкатися одна одної, або розділятися у вертикальному напрямку (відносно підкладки) завдяки силам Ван-дер-Ваальса. В технології Nantero кожна NRAM-«комірка» складається з певної кількості нанотрубок, нанесених на ізолювальні ділянки на металевих електродах. Решта нанотрубок розташовуються над електродом «у повітрі», на висоті приблизно 13 нм, розтягуючись між двома ділянками. На вершину нанотрубок однієї з ділянок поміщається невелика пляма золота, забезпечуючи електричне з'єднання, тобто клему. Другий електрод міститься під поверхнею на відстані приблизно 100 нм.
Зазвичай до нанотрубок, що нависають над електродом, прикладається невелика напруга між клемою і вище розташованим електродом, внаслідок чого проходження струму припиняється. Це означає стан «0». Однак, якщо застосувати більшу напругу між двома електродами, то нанотрубки будуть притягуватися до верхнього електрода, поки не торкнуться його. У цей момент невелика напруга, прикладена між клемою і верхнім електродом, дозволить струму вільно протікати (нанотрубки є провідниками), означаючи стан «1». Стан можна змінити, змінивши полярність заряду, що прикладається до двох електродів.
Використовувати цей механізм як пам'ять дозволяє той факт, що в обох положеннях нанотрубки стабільні. У відключеному стані механічна деформація трубок низька, тому вони природним чином зберігають це положення, тим самим «запам'ятовуючи» «0». Коли трубки притягнуті до контакту при прикладенні до верхнього електрода нового заряду, в дію вступають сили Ван-дер-Ваальса, яких виявляється достатньо, щоб надати трубкам механічної деформації. Зайнявши це положення, трубки продовжать зберігати його, тим самим «запам'ятавши» «1». Ці положення досить стійкі щодо зовнішнього впливу, наприклад, радіації, яка може стирати або пошкоджувати дані в звичайній DRAM-пам'яті.

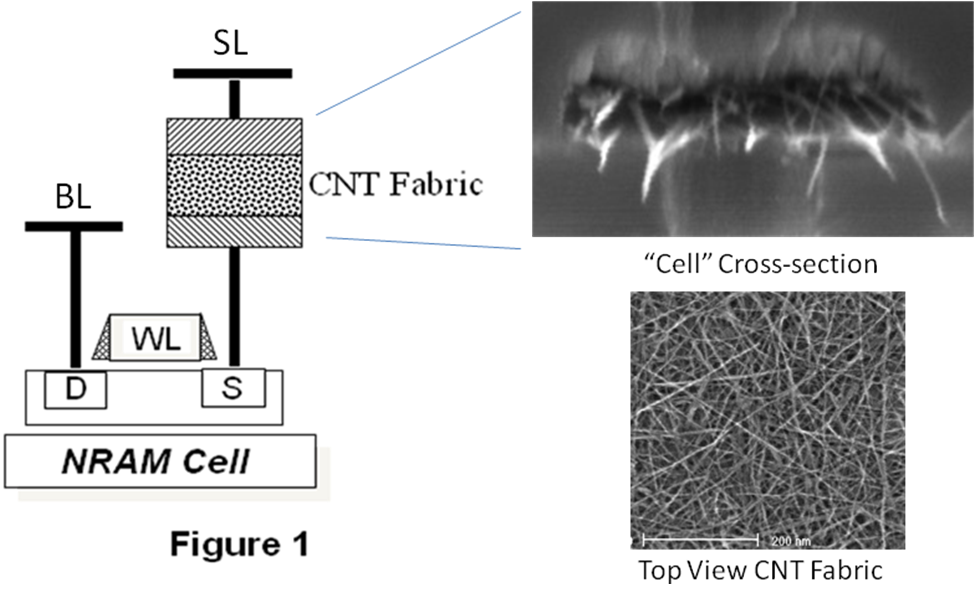
«Тканина» з вуглецевих нанотрубок

Чіпи NRAM створюють, розміщуючи «тканину» з нанотрубок на підготовлений чіп, що містить ряди прямокутних електродів, над якими трохи підносяться ізоляційні шари, розташовані між ними. Трубки, що потрапили в «неправильні» місця, потім видаляють, а золоті клеми поміщають наверх. Використовуючи схему перехресний набір електродів, з комірок NRAM утворюється масив пам'яті, подібний до інших масивів пам'яті. Одну комірку можна вибрати, приклавши належну напругу до рядка слова (WL), бітового рядка (BL) та вибору рядків (SL), не впливаючи на інші комірки масиву.

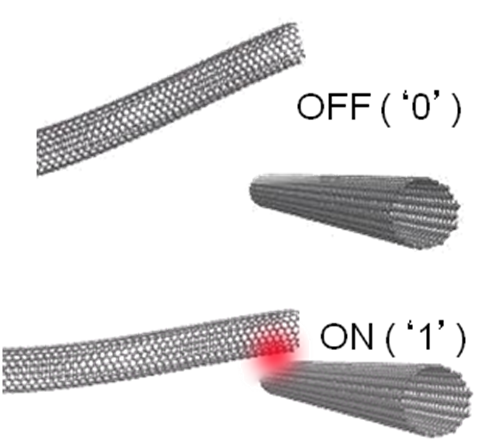
Контакт між вуглецевими нанотрубками

Перемикач на вуглецевих нанотрубках

Нині[коли?] метод видалення непотрібних нанотрубок робить систему досить непрактичною. Точність виконання і розмір машинної епітаксії значно «більший», ніж розмір комірок, створюваних іншими способами. Експериментальні комірки мають дуже низьку щільність, порівняно з системами, що існують, і для додання системі практичної цінності потрібні нові способи виробництва.

## Переваги
NRAM має щільність, в теорії, подібну до DRAM. DRAM складається з конденсаторів, що являють собою дві невеликих металевих пластини з тонким шаром діелектрика між ними. NRAM у цьому схожа, маючи клеми і електроди приблизно такого ж розміру, що й пластини в DRAM, а нанотрубки між ними суттєво менших розмірів, тому їх розмір ніяк не впливає на загальний розмір комірки. Однак існує мінімальний розмір, за якого можна створювати DRAM-чіпи, нижче від якого просто не вистачатиме заряду, який комірка зможе зберегти для читання. NRAM, судячи з усього, обмежена лише сучасними технічними досягненнями в літографії. Це означає, що NRAM може перевищити за щільністю DRAM, що дозволить здешевити виробництво, якщо стане можливим керувати нанесенням вуглецевих нанотрубок так само, як це робиться під час розміщення компонентів на кремнії.
Більш того, на відміну від DRAM, NRAM не вимагає енергії для «оновлення» даних, і буде утримувати дані навіть після відключення живлення. Додаткове живлення, необхідне для запису даних, значно нижче, ніж у DRAM, яка накопичує заряд на пластинах. Це означає, що NRAM буде конкурувати з DRAM не тільки завдяки вартості, але й завдяки меншому споживанню енергії для запуску, і в підсумку буде істотно швидшою (продуктивність операцій запису переважно визначається необхідністю накопичення повного заряду). NRAM теоретично може досягти продуктивності, подібної до SRAM, яка швидша від DRAM, але має значно меншу щільність розміщення, тому й коштує значно дорожче.
У порівнянні з іншими технологіями NVRAM (незалежна пам'ять або Non-Volatile RAM), NRAM має потенціал, який може забезпечити значну перевагу. Найпоширенішим видом NVRAM нині є флеш-пам'ять, яка поєднує в собі бістабільний (тобто з двома стійкими станами) транзисторний ланцюг, більш відомий як тригер (що є основою і SRAM), з високопродуктивним ізолятором, обгорнутим навколо однієї з баз транзистора. Після запису інформації ізолятор утримує електрони на базовому (нижньому) електроді, тим самим запам'ятовуючи стан «1». Однак для зміни цього стану ізолятор слід «перезарядити» для видалення заряду, що зберігався там. Це вимагає високої напруги (приблизно 10 Вольт), що істотно перевищує можливості батареї. Флеш-системи для цього повинні містити в собі генератор «підкачування заряду», який буде поступово накопичувати енергію і видавати її за високої напруги. Цей процес не тільки дуже повільний, але пошкоджує ізолятор. З цієї причини флеш-пам'ять має дуже обмежений життєвий цикл, що становить приблизно від 10,000 до 1,000,000 циклів перезапису, після чого пристрій вже не буде працювати ефективно.
NRAM потенційно позбавлена цих проблем. Процеси читання і запису малозатратні щодо енергії, порівняно з флеш-пам'яттю (або DRAM, з цієї точки зору), тобто NRAM сприятиме тривалішому життю батареї в звичайних пристроях. Також це може прискорити операції запису, в разі якщо NRAM замінить як флеш-пам'ять, так і DRAM. Сучасний стільниковий телефон часто використовує флеш-пам'ять для зберігання телефонних номерів та іншої інформації, DRAM використовується як оперативна пам'ять для досягнення максимальної продуктивності (оскільки флеш-пам'ять занадто повільна для цього), а невеликі фрагменти SRAM використовують у процесорі через те, що DRAM занадто повільна, щоб її тут використовувати. NRAM теоретично в змозі замінити всі ці види пам'яті, деякий обсяг NRAM-пам'яті, поміщений на ЦП, цілком зможе виконувати функції кешу процесора, а інші чіпи зможуть взяти на себе функції DRAM і флеш-пам'яті.

## Порівняння з конкурентними технологіями
NRAM — одна з багатьох нових систем пам'яті, більшість з яких також позиціюються як «універсальні», обіцяючи заміну всьому, починаючи від флеш-пам'яті і закінчуючи DRAM і SRAM.
Єдиною альтернативною технологією пам'яті, готовою до комерційного використання, є FRAM (сегнетоелектрична пам'ять, FeRAM). У чіпах FeRAM у так звану «звичайну» DRAM-комірку додано деяку кількість сегнетоелектричних матеріалів, стан поля відносно матеріалу кодує біт без руйнівних наслідків для комірки. FeRAM має всі переваги NRAM, хоча й найменший можливий розмір комірки істотно перевищує розмір комірки NRAM. FeRAM нині використовують у декількох галузях, де обмежена кількість циклів запису флеш-пам'яті є суттєвою проблемою. Операції читання FeRAM за своєю суттю деструктивні для даних, вимагаючи після читання відновлювальної операції запису.
Серед інших кандидатів виділяють перспективні технології MRAM і PRAM. MRAM заснована на решітці з магнітних тунельних з'єднань. Ключем до потенціалу MRAM є спосіб читання пам'яті, який використовує тунельний магніторезистивний ефект, дозволяючи зчитувати пам'ять без руйнівного впливу і витрачаючи досить небагато енергії. На жаль, перше покоління MRAM, яке використовувало поле, що індукує запис, досягло межі щодо розміру, який перевищував аналогічні показники флеш-пристроїв. Проте, дві нових MRAM-технології нині розробляються і обіцяють подолати обмеження розміру, роблячи MRAM більш конкурентоспроможною навіть порівняно зі флеш-пам'яттю. До цих технологій належать Thermal Assisted Switching (TAS), яку розробляє компанія Crocus Technology, і Spin Torque Transfer (STT), над якою працюють Crocus, Hynix, IBM та кілька інших компаній.
Пам'ять PRAM заснована на технології, схожій до застосовуваної в перезаписуваних CD і DVD-дисках, з використанням фазового переходу матеріалу, який змінює свої магнітні та електричні властивості замість оптичних (зміна оптичних властивостей використовується в CD і DVD, а в чіпах вони незастосовні). Матеріал для PRAM є масштабованим, але вимагає потужнішого джерела струму.

## Просування
31 серпня 2016 року компанії Fujitsu Semiconductor і Mie Fujitsu Semiconductor заявили про купівлю ліцензії на розробку і комерційне виробництво пам'яті NRAM. Першу партію продукції виготовлять 2018 року за техпроцесом 55 нм з подальшим переходом на 40 нм.